# Always (쿠라키 마이의 노래)
〈always〉는 일본 가수 쿠라키 마이의 아홉 번째 CD싱글로 2001년 6월 6일에 기자 스튜디오에서 발매됐다. 
YTV NTV계 애니메이션 《명탐정 코난》의 닫는 곡 및 극장판 《명탐정 코난: 천국으로의 카운트다운》 주제가.

## 수록곡
1. always (4:07)
  - 작사: 쿠라키 마이, 작곡: 오노 아이카, 편곡: Cybersound

페이드 아웃으로 끝나지만, 《명탐정 코난》의 타이업 때에는 페이드 아웃하지 않고 코다가 붙여져 있다.
2. All Night (4:38)
  - 작사: 쿠라키 마이, 작곡 · 편곡: YOKO Black. Stone
3. Stand Up (Gomi's Disco 2001 Mix) (Radio Edit) (5:17)
GOMI에 의한 리믹스
4. always (Instrumental)

| TV 애니메이션 《명탐정 코난》 닫는 곡 2001년 5월 14일 (233화) ~ 2001년 8월 20일 (247화) |                        |                                                   |
| 이전 곡: 쿠라키 마이 〈Start in my life〉                                               | 쿠라키 마이 〈always〉 | 다음 곡: 우에하라 아즈미 〈푸르디푸른 이 지구에〉 |
| 극장판 《명탐정 코난: 천국으로의 카운트다운》 주제가                                    |                        |                                                   |
| 이전 곡: 코마츠 미호 〈당신이 있으니까〉                                                | 쿠라키 마이 〈always〉 | 다음 곡: B'z 〈Everlasting〉                      |